# Leonard Rossiter
Leonard Rossiter, född 21 oktober 1926 i Wavertree, Liverpool, död 5 oktober 1984 i Westminster, London, var en brittisk skådespelare.

## Rollista i urval
- 1962 – Att älska så
- 1963 – Idolen
- 1963 – Lögnhalsen
- 1964 – I giftigaste laget
- 1965 – Fånglägret Changi
- 1966 – Hotel Paradiso
- 1966 – Man bara dör... eller historien om det lefvande liket
- 1968 – Fallet Henry Clarke
- 1968 – År 2001 – ett rymdäventyr
- 1968 – Oliver!
- 1973 – Luther
- 1974–1978 – Rising Damp (TV-serie)
- 1975 – Barry Lyndon
- 1976 – Rosa Pantern slår igen
- 1976–1979 – The Fall and Rise of Reginald Perrin (TV-serie)
- 1982 – Brittiska sjukan
- 1982 – Jakten på Rosa Pantern